# Евгеника
Евгениката е набор от концепции и практики в приложната генетика, целящи подобрение на генетичните качества на група хора.
Точната дефиниция на термина евгеника е обект на дебат от създаването му. Нейните защитници я разглеждат като приложна наука и биосоциално движение, целящо подобряването на човешките наследствени белези чрез различни форми на вмешателство. Други я считат за псевдонаука .
В основите на евгениката залягат законите на Мендел и теориите на Август Вайсман. Защитниците на евгениката я разглеждат като наука, невинаги ограничена до човешките популации, така тя обхваща възгледите на дарвинизма и социалния дарвинизъм.
Евгениката е особено популярна в началото на 20 век. Първият Международен конгрес по евгеника се провежда през 1912 г. и бива подкрепен от много бележити личности. Сред участниците са Леонард Дарвин (председател на конгреса и син на Чарлз Дарвин), Уинстън Чърчил (почетен заместник-председател), Огюст Форел (известен швейцарски биолог и психиатър), Александър Бел (изобретателя на телефона), както и много други известни личности.
Евгениката е спорна концепция още от момента на появата си. Първото сериозно предизвикателство срещу нея е през 1915 г., когато Томас Морган (носител на Нобелова награда по биология през 1933 г.), демонстрира случаи на генетични мутации, различни от наследствеността, при плодовата мушица, като в неговия експеримент се появяват мушици с бели очи от родители с червени. Според Т. Морган това показва, че значими генетични мутации са възможни и извън наследствеността и че концепцията на евгениката базирана само на генетичната наследственост е под въпрос.
Към средата на 20 век евгениката изпада в немилост, защото бива асоциирана с политиките на Нацистка Германия. Там подхода към генетиката и евгениката се базирал на учението за фенотипа на Ойген Фишер, както и на трудовете на Отмар Фрайхер фон Фершуер. Често популярни и академични източници свързват евгениката и нацистките престъпления в едно, като така я дискредитират, но връзката между тях не е непременно пряка.

## История
Точният произход на термина „евгеника“ е обект на дискусии още от самото си начало. Определянето ѝ като „социална философия“ (т.е. философия, прилагана за установяване на определен обществен ред) не се счита за окончателно и е взето от „Развитие на евгенистичната философия“ на Фредерик Осбърн.

### Учения преди Галтън
Подобна философия е била широко поддържана от Платон, който твърдял, че човешкото възпроизвеждане трябва да се следи и контролира от държавата. Платон, обаче, разбирал, че такава форма на контрол няма да се приеме и предлага да бъде прикрита от обществото чрез лотария. В „Държавата“ на Платон партньорите ще бъдат избирани чрез „брачна оценка“, отразяваща количествено качествата на индивидите, така само на индивиди с висока оценка ще бъде разрешено да създават потомство с други индивиди с висока оценка. На теория това трябва да доведе до управляемо подобряване на човешката раса. Платон смята, че има слабост в тази система, защото лица със „златни души“ може да се окажат родители на деца с „бронзови души“. Разсъжденията на Платон вероятно са най-ранните опити наследствеността да бъде математически анализирана, което нямало как да бъде точно преди откритията на Мендел и картографирането на човешкия геном.
Някои антични общества, като Рим, Атина и Спарта, като вид селекция са практикували детеубийство, чрез изоставяне на новороденото. В Спарта новородените се преглеждали от мъдреци, които решавали съдбата на детето. Ако детето се преценявало като неспособно да живее, е било нормално да бъде изоставяно в пустошта. Такива убийства били насочени най-вече към момчетата. Изпитанията на бебетата включвали окъпването им във вино и подхвърлянето им на природните стихии. Според спартанците така само най-силните щели да оцелеят и дадат потомство. Адолф Хитлер считал Спарта за първата „Народна Република“, и както Ернст Хекел преди това, възхвалявал Спарта за селекционната ѝ политика, макар че нацистите смятали, че негодните деца трябва да бъдат умъртвявани, а не просто захвърляни.
Римските Закони на дванадесетте таблици, създадени при формирането на Римската Република, казват в Четвърта таблица, че уродливите деца трябва да бъдат оставени да умрат. Освен това, на родоначалниците в римското общество било дадено правото да „захвърлят“ деца по тяхна преценка. Това често ставало чрез давене на нежеланите новородени в река Тибър. Извършването на такива детеубийства не спряло чак до християнизацията на Римската империя.

### Теории на Френсис Галтън
Сър Френсис Галтън систематизирал тези идеи и практики в съгласие с новите познания за еволюцията на човека и животните според теорията на неговия полу-братовчед Чарлз Дарвин, създадена през 70-те и 80-те години на 19 век. След като прочел „Произхода на видовете“ на Дарвин, Галтън доразвил идеите на Дарвин в насока, че човешката цивилизация препречва механизма на естествения подбор. Той твърди, че обществата, които защитават неравностойните и слабите, са в противоречие с естествения подбор, отговорен за премахването на най-слабите, и че само чрез промяна на тези социални политики обществото може да се предпази от „реверсия към посредствеността“, фраза заета от статистиката и сега заменена от „регресия към средното“.
Галтън първоначално обрисувал своята теория в статията от 1865 г. „Наследствен талант и характер“, после я доразвил в своята книга „Наследствена гениалност“ (1869). Започнал чрез изследване на начина, по който човешката интелектуалност, морал и личностни качества, се проявяват в семействата. Основния аргумент на Галтън бил, че „гениалност“ и „талант“ са наследствени качества при хората, като нито той, нито Дарвин имали работещ модел за такъв тип наследственост. Той заключил, че както може да се ползва изкуствен подбор, за да се постигат желани качества при животните, така такъв модел може да се прилага и спрямо хората. Галтън пише в увода на „Наследствената гениалност“:
| „ | В тази книга възнамерявам да покажа, че естествените способности на хората произтичат от наследствеността, при точно същите ограничения, както формата и физическите характеристики в целия органичен свят. Следователно, както не е трудно, въпреки тези ограничения, да получим чрез внимателен подбор стабилна порода кучета или коне, с изключителни способности за бягане или каквото и да е други качество, така би било много практично да създаде надарена човешка раса чрез няколко последователни поколения на обмислени бракове. | “ |

Галтън твърдял, че по негово време по-малко интелигентните са по-плодовити в сравнение с по-умните хора. Той не предлагал никакъв метод за селекция, по-скоро се надявал, че ще бъде намерено решение, при което социалните нрави се променят, така че хората да разберат значимостта на селектирането. Той първи използва думата евгеника в неговата книга „Проучвания на човешките способности и тяхното развитие“ (1883). В нея той обяснява „различни теми повече или по-малко свързани с облагородяването на расата, или може да се нарече, въпроса за евгениката.“

### Възглед на Никола Тесла
„Към 2100 г. евгениката ще се прилага повсеместно. През миналия век действаше закон за оцеляване на най-приспособените… След това човекът от чувство на съжаление се намеси в безпощадната работа на природата. В резултат ние съхраняваме и множим непригодните.
Единственият метод, който се съгласува с нашите представи за цивилизации и раси, се заключава в предотвратяването на негодните по пътя на стерилизация и съзнателно управление на брачните инстинкти. Някои европейски страни и редица американски щати стерилизират престъпниците и безумците. Това не е достатъчно.
Привържениците на евгениката са единодушни, че брачната институция трябва да се усложни. Естествено, никой от тези, които не могат да станат достойни родители, не бива да получава разрешение за потомство. След столетие нормалният човек ще встъпва в брак с непригодно лице не по-често, отколкото с престъпник.“

### Лига за човешко подобряване
Лигата за човешко подобряване е създадена през 1947 година от група, в която и между другите участват кралят на чорапогащниците Джеймс Г. Ханес и Алис Шелтън Грей. Лигата е критикувана заради ролята си в стерилизацията (кастрация) на негърки в Уинстън-Сейлъм, Северна Каролина. През 60-те години хиляди жени са стерилизирани заради „промискуитет“. В това време негърки, забременели по време на изнасилване, са считани за „promiscuous“, което на български означава приблизително извършваща или желаеща безразборен секс.

## Асистирана репродукция
Въпреки че не се употребява терминът евгеника, при даряване на генетичен материал, например за асистирана репродукция, съществуват критерии за възпиране на дарители с определени проблеми. В България това са наследствени заболявания, нарушено психическо здраве, напреднала възраст, поставяне под запрещение, донори, които живеят или произхождат от региони с висока болестност. 
В България генетичен материал се внася главно от Дания и Белгия с цел ненарушаване на генофонда. 

## Цитирана литература
- Galton, F. (1904). Eugenics; Its Definition, Scope and Aims. Nature, 70(1804), p. 82.
- Как американската Евгеника вдъхновява нациститеDOI:10.1038/070082a0